# Narcyz Celiński
Narcyz Celiński herbu Zaremba (ur. w 1817, zm. 27 listopada 1866 w Irkucku) – kapitan sztabowy inżynierii, wojskowy rosyjski na Kaukazie, uczestnik powstania wielkopolskiego (1848), powstania styczniowego (1863), zesłaniec syberyjski, przywódca powstania zabajkalskiego w 1866, dowódca Syberyjskiego Legionu Wolnych Polaków.
Wziął udział w powstaniu wielkopolskim w 1848, a następnie, w tym samym roku, w walkach w Galicji, gdzie dostał się do niewoli austriackiej. Austriacy przekazali go Rosji. Rosjanie karnie wcielili go do armii rosyjskiej i wysłali na Kaukaz, gdzie trwała wojna z Szamilem. W trakcie wojny kaukaskiej awansowany do rangi kapitana. Powrócił do Polski i wziął udział w powstaniu styczniowym, za co został skazany na 8 lat katorgi i zesłany do Irkucka. 25 czerwca 1866 stanął na czele powstania polskich zesłańców nad rzeką Chara-Murin nad południowym Bajkałem. Został skazany na śmierć wraz z sześcioma innymi przywódcami powstania. 27 listopada został wraz ze Szaramowiczem, Reinerem i Kotkowskim rozstrzelany przez Rosjan w Irkucku, na przedmieściu Uszakówka. Kornel Ujejski na wieść o krwawym stłumieniu tego powstania i egzekucji Celińskiego napisał wiersz Na zgon rozstrzelanych w Irkucku.